# Наум Арнаудов
Наум Апостолов Арнаудов е български революционер, деец на Вътрешната македоно-одринска революционна организация.

## Биография
Наум Арнаудов е роден в 1876 година в град Охрид, тогава в Османската империя. Завършва българското педагогическо училище в Скопие и става български учител в Битоля, Солун, Охрид, Воден, Неврокоп и други места. Влиза във ВМОРО. През 1905 година в Битоля представлява Охридска околия в окръжния революционен комитет.